# Монтелло, Джузеппе
Джузеппе Монтелло (итал. Giuseppe Montello; род. 7 декабря 1992, Тольмеццо, Фриули-Венеция-Джулия) — итальянский биатлонист.

## Карьера
В биатлон пришёл в 2010 году. До этого выступал в лыжных соревнованиях. Некоторое время совмещал два вида. В 2013 году дебютировал на международных соревнованиях в рамках Чемпионата мира среди юниоров в австрийском Обертиллиахе. В этом же году Монтелло стал серебряным призёром Чемпионата мира по летнему биатлону, который проходил в родном для итальянца Форни-Авольтри.
На этапах Кубка мира в составе сборной Италии дебютировал в сезоне 2015/2016.